# Пачково (Великопольське воєводство)
Пачково (пол. Paczkowo, нім. Osthausen) — село в Польщі, у гміні Сважендз Познанського повіту Великопольського воєводства.
Населення — 1457 осіб (2011).
У 1975-1998 роках село належало до Познанського воєводства.

## Демографія
Демографічна структура станом на 31 березня 2011 року:
|          | Загалом | Допрацездатний вік | Працездатний вік | Постпрацездатний вік |
| -------- | ------- | ------------------ | ---------------- | -------------------- |
| Чоловіки | 722     | 175                | 499              | 48                   |
| Жінки    | 735     | 183                | 449              | 103                  |
| Разом    | 1457    | 358                | 948              | 151                  |